# Bluewater (California)
Bluewater è un census-designated place (CDP) degli Stati Uniti d'America situato in California, nella contea di San Bernardino.

## Geografia
Bluewater si trova nella parte sud-orientale della contea di San Bernardino. Secondo lo United States Census Bureau, l'ufficio responsabile del censimento degli Stati Uniti, Bluewater ha una superficie totale di 3,48 km², di cui un terzo ricoperta da acque (il 33,58%).

### Clima
Secondo la classificazione climatica Köppen Bluewater ha un clima desertico.